# オーストラリア国防軍士官学校
座標: 南緯35度17分38秒 東経149度09分50秒 / 南緯35.293889度 東経149.163889度
オーストラリア国防軍士官学校（オーストラリアこくぼうぐんしかんがっこう、英語: Australian Defence Force Academy、略称: ADFA) は、オーストラリア国防軍の士官学校（大学レベル）。オーストラリア国防カレッジ（Australian Defence College、ADC）隷下。キャンパス所在地はキャンベラ。

## 教育
オーストラリアでは陸海空軍の軍種統合が進んでおり、陸海空軍の士官候補生全員が同じ学校で学ぶ。在学中の士官候補生の階級は、陸軍や空軍ではOfficer Cadet、海軍のMidshipmanである。
大学院では一般文民、公務員、国防軍高官が学ぶことができる。また通信教育も行っている。
ニューサウスウェールズ大学 (UNSW) が高等教育の課程を開設・運営している。学生寮は UNSW のユニバーシティ・カレッジ (University College) である。
軍事教練は 一年次馴化訓練 (Year One Familiarisation Training: YOFT)、国防大学軍事教育訓練 (Academy Military Education Training: AMET)、三軍別訓練 (Single Service Training: SST) がある。
ADFA卒業生にはUNSWが学位を認定、授与する。陸軍に進む卒業生は隣接するダントルーン王立陸軍士官学校 でさらに訓練を受ける。